# Gervásio José Maciel
Gervásio José Maciel (Palhoça, 28 de outubro de 1942) é um político brasileiro.
Foi prefeito de Ituporanga de 15 de março de 1983 a 31 de dezembro de 1988 e, de 2000 a 2004, foi vice do então prefeito Carlos Hoegen.
Foi deputado à Assembleia Legislativa de Santa Catarina na 12ª legislatura (1991 — 1995) e na 13ª legislatura (1995 — 1999).